# Hiacynt (nagroda)
Hiacynt – nagroda przyznawana przez Fundację Równości za „zasługi dla tolerancji, równouprawnienia i walki z dyskryminacją”. Nagroda ma na celu pozytywne wyróżnienie osób i instytucji, dla których orientacja seksualna różna od heteroseksualnej jest rzeczą normalną i poprzez swoją działalność i postawę kształtują świadomość społeczną w tym zakresie.
Nagroda ta jest przyznawana w różnych kategoriach, do tej pory były nimi: polityka, media, biznes, osobowość i artysta.
Poprzedniczką nagrody Hiacynt był Tęczowy Laur, przyznawany w latach 1998–2001.

## Nazwa nagrody
Nazwa nagrody nawiązuje do prowadzonej w czasach PRL akcji o kryptonimie „Hiacynt”, realizowanej przez organa MO, wymierzonej w osoby o orientacji homoseksualnej.

## Laureaci

### 2007
W roku 2007 przyznano 6 nagród:
| Nagroda w kategorii | Nagrodzony                       | Nagrodzona działalność |
| ------------------- | -------------------------------- | --- |
| Polityka            | Claudia Roth                     | „Za szczególne zaangażowanie w obronie mniejszości, za pierwsze w historii PE inicjatywy zmierzające do zniesienia różnych form dyskryminacji w stosunku do gejów i lesbijek, za stałe wspieranie warszawskiej Parady Równości i osobisty udział.” |
| Media               | Katarzyna Bielas                 | Dziennikarka Dużego Formatu Gazety Wyborczej – „za niezliczone wywiady z różnymi postaciami kultury promujące idee różnorodności i pochwałę indywidualizmu.”                                                                                       |
| Media               | producenci serialu Magda M w TVN | „Za pierwszą postać geja w polskim serialu, która nie jest czarnym charakterem”. |
| Osobowość           | Krystyna Janda                   | „Za konsekwentne wspieranie idei tolerancji w swej działalności teatralnej, filmowej i internetowej”. |
| Osobowość           | Tadeusz Bartoś                   | „Za bezinteresowne i konsekwentne propagowanie postaw tolerancji, za obronę prawa do organizowania Parad Równości, również w czasie, gdy wszyscy byli temu przeciwni.”                                                                             |
| Biznes              | marka Burn                       | „Nagroda normalności” – firma jako pierwsza duża marka nie wykluczyła w kampanii reklamowej środowiska LGB. |

### 2008
W roku 2008 przyznano 5 nagród:
| Nagroda w kategorii | Nagrodzony                     | Nagrodzona działalność |
| ------------------- | ------------------------------ | --- |
| Media               | Dorota Wellman & Marcin Prokop | „Za oswajanie Polaków z innością przy porannej kawie.” |
| Media               | Piotr Pacewicz                 | „Za pisanie o rzeczach zwykłych w niezwykły sposób; za serię publikacji krytykujących homofobię polskich władz i społeczeństwa.” |
| Osobowość           | Marzanna Pogorzelska           | Autorka donosu na samą siebie do byłego ministra edukacji Romana Giertycha, w którym stwierdza, że wbrew jego przekonaniom głosi na swoich lekcjach zasady tolerancji i akceptacji dla inności i mniejszości – „za konsekwentne edukowanie i wspieranie postaw tolerancji na przekór władzy i sytuacji”. |
| Osobowość           | Stefania Grodzieńska           | „Za pokazywanie swoim życiem i słowami, co znaczy tolerancja.” |
| Artysta             | Reni Jusis                     | „Za wyczucie artystyczne i niegwiazdorski stosunek do swoich fanów”. |

### 2009
W roku 2009 przyznano 5 nagród:
| Nagroda w kategorii | Nagrodzony                             | Nagrodzona działalność |
| ------------------- | -------------------------------------- | --- |
| Osobowość           | Maria Janion                           | „Za rzetelną i niestrudzoną pracę naukową, wolną od stereotypów i rutyny, w której propaguje tolerancję wobec odmienności.”                                    |
| Media               | Barbara Pietkiewicz i Joanna Podgórska | „Za swoistą sztafetę pokoleń w dziennikarstwie, pełnym obiektywnych opisów różnorodności ludzkich losów.”                                                      |
| Artysta             | Ewa Kasprzyk                           | „Za to, że jest naszą Divą i w swojej pracy scenicznej nie stroni od kontrowersyjnych postaci, które obalają stereotypy.”                                      |
| Polityk             | Janusz Palikot                         | „Za odwagę stawiania pytań i zmuszania do dyskusji na temat inności.”                                                                                          |
| Biznes              | IBM Polska                             | „Za konsekwentną realizację programów różnorodności, które pokazują, że społeczna odpowiedzialność biznesu może być z powodzeniem stosowana również w Polsce.” |

### 2010
W roku 2010 przyznano 5 nagród:
| Nagroda w kategorii | Nagrodzony        | Nagrodzona działalność |
| ------------------- | ----------------- | --- |
| Media               | Ewa Wanat         | „Za dziennikarstwo otwarte, odważne, pełne otwartości na problemy społeczne.”                                                 |
| Osobowość           | Ryszard Giersz    | „Za cywilną odwagę i pokazanie jak walczyć z dyskryminacją”                                                                   |
| Artysta             | Agnieszka Holland | „Za filmowy i artystyczy obraz świata pełnego codziennej różnorodności”                                                       |
| Polityk             | Joanna Senyszyn   | „Za zaangażowanie i różnorakie inicjatywy polityczne w obronie mniejszości i walkę z ciemnogrodem”                            |
| Biznes              | Firma Google      | „Za zaangażowanie w różnorakie akcje społeczne dotyczące mniejszości i jednakowe traktowanie wszystkich grup swoich klientów” |